# Charity Shield 1956
Le Charity Shield 1956 est la trente-quatrième édition de la Charity Shield, épreuve qui oppose le champion d'Angleterre au vainqueur de la Coupe d'Angleterre. Disputée le 24 octobre 1956 au Maine Road de Manchester devant 30 495 spectateurs, la rencontre est remportée par le champion d'Angleterre 1955-1956 Manchester United sur le score de 1-0 aux dépens de son rival Manchester City, vainqueur de la Coupe d'Angleterre 1955-1956. 
Le seul but de la rencontre est marqué par Dennis Viollet à la 53e minute. Le gardien de Manchester United, David Gaskell, fait sa première apparition pour le club lors de ce match, remplaçant Ray Wood, blessé, et devient à l'âge de 16 ans et 19 jours, le plus jeune joueur de l'histoire du club.
Ce match est le premier derby mancunien joué en nocturne en compétition.  Cette édition ne suit pas la tradition selon laquelle les matchs du Charity Shield doivent être joués sur le terrain du champion en titre ; en effet, Old Trafford ne possédait pas encore de projecteurs, contrairement au Maine Road. Il y avait déjà eu un derby de Manchester en nocturne mais en match amical le 26 février 1889 au Belle Vue Athletic Ground.  Cette rencontre était aussi un match de charité à la suite de la catastrophe de la mine de charbon de Hyde.

## Feuille de match
| 24 octobre 1956 | Manchester City | 0-1 | Manchester United  | Maine Road, Manchester                    |                                           |
| |                 | (0-0) | 53e Dennis Viollet | Spectateurs : 30 495 Arbitrage : J.Clough | Spectateurs : 30 495 Arbitrage : J.Clough |
| | rapport         | |                    | Spectateurs : 30 495 Arbitrage : J.Clough | Spectateurs : 30 495 Arbitrage : J.Clough |
| Bert Trautmann - Bill Leivers, Roy Little - Ken Barnes, Dave Ewing, Roy Paul - Bobby Johnstone, Joe Hayes, Don Revie, Jack Dyson, Roy Clarke. Entraîneur : Les McDowall. | Équipes         | Ray Wood(David Gaskell ??e ) - Bill Foulkes, Roger Byrne - Eddie Colman,Mark Jones, Duncan Edwards - Johnny Berry, Liam Whelan, Tommy Taylor, Dennis Viollet, David Pegg. · Entraîneur : Matt Busby. |                    | Spectateurs : 30 495 Arbitrage : J.Clough | Spectateurs : 30 495 Arbitrage : J.Clough |